# Dead Elvis
Dead Elvis – debiutancki album studyjny brytyjskiego zespołu Death in Vegas. Wydany w 1997 roku.

## Lista utworów
1. „All That Glitters”
2. „Opium Shuffle”
3. „GBH”
4. „Twist & Crawl”
5. „Dirt”
6. „Rocco”
7. „Rekkit”
8. „I Spy”
9. „Amber”
10. „Rematerialised”
11. „68 Balcony”
12. „Sly”

## Skład
- Richard Fearless
- Tim Holmes